# Biserica „Acoperământul Maicii Domnului” din Delacău
Biserica „Acoperământul Maicii Domnului” este o biserică amplasată în Delacău, raionul Anenii Noi, Republica Moldova. Este un monument arhitectural și de artă de importanță națională inclus în Registrul monumentelor Republicii Moldova ocrotite de stat cu nr. 78 (raionul Anenii Noi). Datează din sec. XIX.